# Bisdom Orange (Frankrijk)

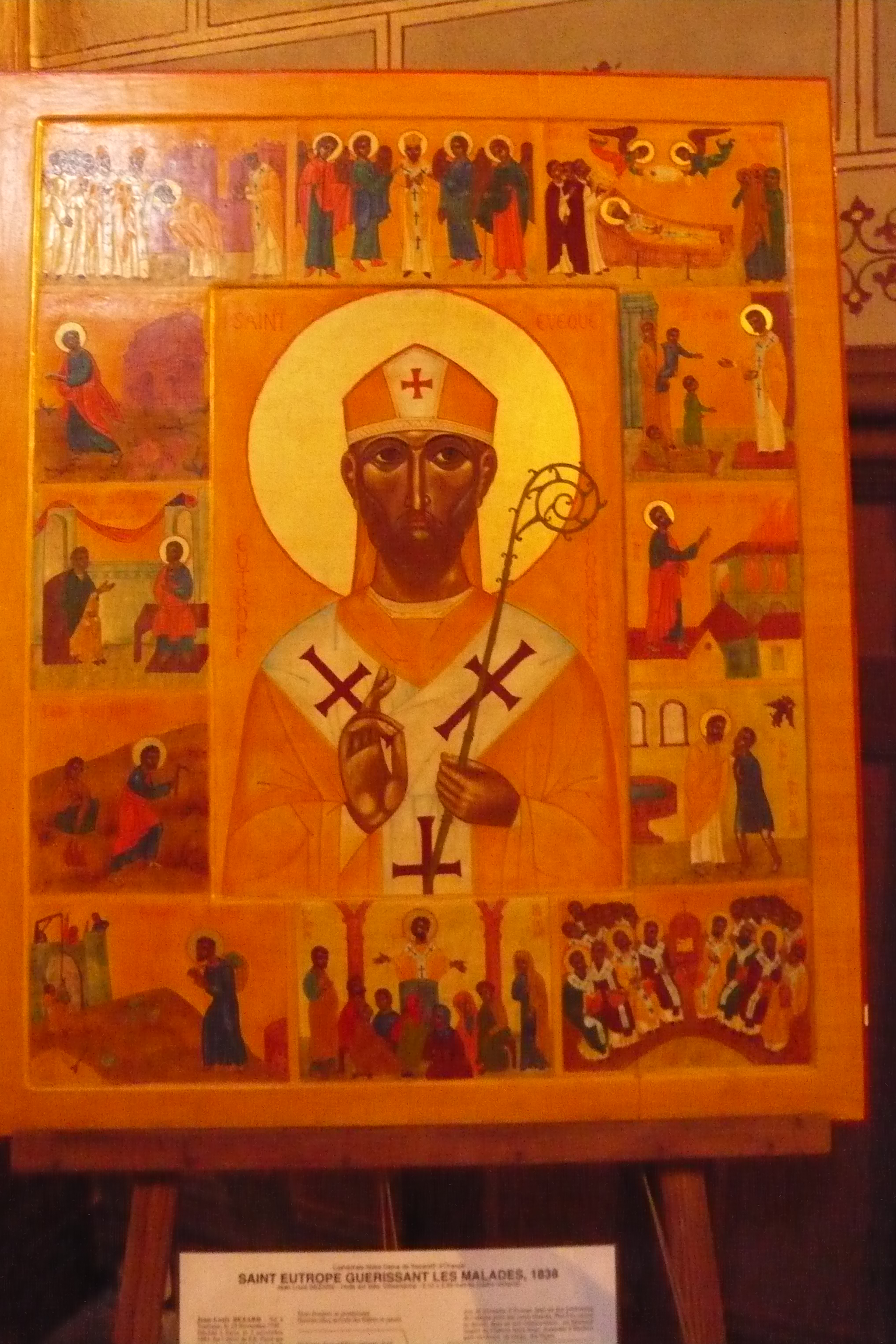
Eutropius van Orange, een van de eerste bisschoppen

Het bisdom Orange (Latijn: Dioecesis Arausiensis) was een Frans bisdom van circa 313 (Edict van Milaan) tot het jaar 1801 (Concordaat van Napoleon). Het was al die eeuwen een suffragaanbisdom van het aartsbisdom Arles.

## Historiek
De Romeinse stad Arausio, later Orange, was de zetel van het bisdom. De geschiedenis van het bisdom is nauw verbonden met het prinsdom Orange en het Comtat Venaissin. 
Paus Gregorius IV voegde aan het bisdom Orange het bisdom Saint-Paul-Trois-Châteaux toe (830); Bonifatius I was de eerste bisschop van deze unie. Van 830 tot 1107 bleven beide bisdommen verenigd, tot paus Paschalis II ze scheidde. Pontius du Port was de laatste bisschop van de unie.
De kathedraal van Orange was de Notre-Dame-de-Nazareth. 
Door de kerkelijke hervorming tijdens  de Franse Revolutie werd het bisdom afgeschaft en toegevoegd aan het aartsbisdom Avignon.  Met de pauselijke bul Qui Christi Domini erkende paus Pius VII het verdwijnen van het bisdom Orange officieel. De bul vermeldt als aanleiding het concordaat van Napoleon (1801). De reden van afschaffing is volgens de paus te zoeken in een eenvoudige eengemaakte structuur, in de plaats van de versnippering door de talrijke bisdommen in Zuid-Frankrijk: catholicam unitatem in Gallia retinendi.
Van 1877 tot 2002 droeg de aartsbisschop van Avignon tegens de titel bisschop van Orange. Sinds 2009 is het bisdom Orange een titulair bisdom in de Rooms-katholieke kerk.